# Homodes fulva
Homodes fulva är en fjärilsart som beskrevs av George Francis Hampson 1896. Homodes fulva ingår i släktet Homodes och familjen nattflyn. Inga underarter finns listade i Catalogue of Life.